# 车桥水库
车桥水库是中国湖北省荆门市掇刀区境内的一座水库，位于漳河支流车桥河上，建于1964年。水库正常库容为1263万立方米，集雨面积为25.5平方千米，海拔为112.5米。